# Encargos
De acordo com a legislação tributária brasileira, encargos são aquelas despesas do exercício que normalmente devem ser contabilizadas e serem consideradas dedutíveis do imposto de renda e da contribuição social sobre o lucro líquido, sem estarem com os valores totalmente definidos em termos monetários (somente quando pagas ou creditadas na forma da lei é que esse fato se dará, o que deve ocorrer total ou parcialmente em períodos subsequentes ao da competência ou do mês em que ela se iniciou). Essa metodologia é própria do chamado regime econômico ou regime de competência tributário, utilizado para a apuração da base de cálculo do imposto de renda pela forma do lucro real, mais avançado do que o conhecido regime de caixa, base para a apuração do lucro presumido. Também se usam essas metodologias para a apuração da base de cálculo da contribuição social, mas, aqui, a rigor, não se pode afirmar tratar-se de um regime econômico, pois as contribuições só seguem aspectos jurídicos para fins de arrecadação (ao passo que o imposto de renda segue aspectos jurídicos e econômicos).
Para os encargos e despesas em geral, contabilizados na forma do regime econômico tributário, se diz, no âmbito da contabilidade tributária, que são "despesas incorridas". Exemplos de encargos: 
- Encargos Financeiros: as mais comuns são as "despesas incorridas de juros a vencer", que normalmente são contabilizadas pelo método "pro rata temporis" no mês em que incorrem, sendo pagas ou amortizadas em períodos subsequentes.

- Encargos Sociais (Previdenciários e Trabalhistas) Mensais: as despesas desse tipo são recolhidas (pagas) no mês subsequente ao do encerramento da folha de pagamento mensal, que em geral ocorre só no último dia do mês da competência. Se forem pagas uma parte ou o total antes do vencimento do encargo, são consideradas como adiantamentos, conta do ativo circulante.

- Encargos Tributários: em geral, são as despesas de multas e juros de mora, que são pagas ou creditadas em períodos subsequentes ao da infração. A Despesa do Imposto de Renda sobre o Lucro Líquido não é considerada um encargo, o que causa distorções na contabilidade, principalmente na contabilidade de custos.

- Encargos de Depreciação, Amortização e Exaustão: essa despesa só será efetivamente conhecida em termos monetários quando o bem ou direito for baixado contabilmente, o qual, pela natureza permanente, só acontecerá em período subsequente ao do início da competência.

Existem também as provisões de encargos sociais, admitidas para fins do citado regime econômico. Como provisão, se entende uma despesa prevista para o exercício, mas que ainda não foi incorrida, ou seja, ainda não se reveste de certeza de obrigatoriedade, uma vez que o funcionário pode deixar de cumprir o período de tempo aquisitivo para fruição do direito. As únicas provisões aceitas são os encargos trabalhistas de férias anuais e gratificação de natal (13º salário).
Provisões em Angola consistem no que se diz em outros países para as empresas que na sua maioria são pertenças do estado.